# Hans-Otto Schwarz
Hans-Otto Schwarz (* 24. Mai 1929 in Esslingen am Neckar; † 9. April 2011 in Nürtingen) war ein SPD-Politiker und Wirtschaftsminister Baden-Württembergs.

## Ausbildung und Beruf
Schwarz besuchte die Schule in Nürtingen und legte 1948 das Abitur ab. Ab 1949 begann er das Studium der Volkswirtschaft an der Universität Tübingen, das er 1952 mit dem Diplom abschloss. Er finanzierte sich sein Studium selbst als Hilfsarbeiter. 1953 promovierte Schwarz zum Dr. rer. pol. Anschließend war er kurzzeitig in der Industrie tätig. Dann studierte er Betriebswirtschaft an der Hochschule für Wirtschafts- und Sozialwissenschaften Nürnberg, wo er 1958 das Assessorexamen ablegte. Bis 1966 war er als Lehrer an einer Nürtinger Berufsschule tätig. 

## Politische Tätigkeit
Schon früh engagierte sich Schwarz auch politisch in der SPD. Er vertrat von 1956 bis 1968 den Wahlkreis Nürtingen und dann bis 1976 den Wahlkreis Stuttgart IV im Landtag von Baden-Württemberg. Ebenso saß er von 1959 bis 1966 im Kreistag des Landkreises Nürtingen.
Mit Bildung der Großen Koalition unter Ministerpräsident Hans Filbinger 1966 zog Schwarz in dessen Kabinett als Wirtschaftsminister ein. Nach der Landtagswahl 1972 konnte die CDU allein die Landesregierung in Baden-Württemberg bilden. Daher verlor Schwarz sein Ministeramt. Er blieb aber weiterhin Abgeordneter im Landtag und wurde Vorsitzender eines Ausschusses.
Nach seiner Zeit als Politiker wechselte er in die Energiewirtschaft und wurde Vorsitzender der Geschäftsführung der Gasversorgung Süddeutschland GmbH. 1995 trat er in den Ruhestand. In den letzten aktiven Jahren war er auch Präsident des Bundesverbandes der deutschen Gas- und Wasserwirtschaft.

## Ehrungen und Auszeichnungen
Schwarz erhielt unter anderem 1978 das Große Verdienstkreuz der Bundesrepublik Deutschland und 1987 die Verdienstmedaille des Landes Baden-Württemberg.

## Familie und Privates
Schwarz war seit 1957 verheiratet mit Irene Renate geb. Schnaitmann und hat zwei Söhne und eine Tochter.